# 矮鸢尾
矮鸢尾（学名：Iris kobayashii）是鸢尾科鸢尾属的植物，是中国的特有植物。分布于中国大陆的辽宁等地，见于干燥的丘陵地，目前尚未由人工引种栽培。
本种模式标本采集于大连南关岭地区，目前已经大规模开发、建设，基本确定该种灭绝